# 8—9-я линии Васильевского острова
8—9-я линии — улица на Васильевском острове.
8-я линия — нечётная сторона, расположена ближе к Стрелке, 9-я линия — чётная сторона улицы. Как и остальные линии Васильевского острова, 8—9-я линии должны были стать набережными одного из каналов, которыми собирались прорезать Васильевский остров по замыслу Петра I. Название 8-й и 9-й линий существует с 1718 года. Улица проходит от набережной Лейтенанта Шмидта (Нева) до Набережной реки Смоленки.

## История и достопримечательности
Первые каменные дома строились на участках от Невы до Большого проспекта. Нынешний вид улица приобрела в XIX — начале XX века.
История улицы тесно связана с историей городского трамвая: первый в городе электрический трамвай прошёл 29 сентября 1907 года от Главного штаба до 8-й линии Васильевского острова. К концу 1907 года трамвай ходил уже от площади Восстания по Невскому и Адмиралтейскому проспектам, Конногвардейскому бульвару, через Николаевский мост, по 8-й линии до Большого проспекта.
В 2006 году городская администрация согласовала строительство в наиболее исторической части улицы (в квартале, расположенном между Невой и Большим проспектом) гостиничного комплекса высотой более 20 метров. Дом должен быть построен на месте здания XVIII века (8-я линия, дом 11) и особняка Стерки работы Г. Э. Боссе (1830-е, 8-я линия дом 13).

### 8-я линия
- Дома № 11 и № 13. Дом № 11 (снесён в 2006 году) был построен в 1780 году дом и являлся характерным примером рядовой застройки второй половины XVIII века. Участком владело подворье Александро-Невской лавры. Участок соседнего (13-го) дома в XVIII веке выходил до идущего параллельно 8-й линии Днепровского переулка. С середины XVIII до начала XIX века участок и находящийся на нём деревянный одноэтажный особняк принадлежали семье надворного советника Козлова. С 20-х годов и до конца XIX века участком владел Г. Стерки (консул Швеции) и его наследники. В 1830-е известный архитектор Г. Э. Боссе возвёл здесь каменный двухэтажный особняк. Памятник истории и архитектуры просуществовал до 2006 года, когда эстонская компании Manutent OU по выражению менеджера по маркетингу Агнесса Марипуу «сумела договориться с городской администрацией о взаимовыгодных условиях строительства гостиничного комплекса на Васильевском»[1]. Несмотря на объединённую охранную зону Санкт-Петербурга, планировался снос исторических зданий и возведение строения высотой более 20 метров. КГИОП потребовал сохранить фасады домов 11 и 13, однако дом 11 рухнул после начала нового строительства, а фасадная стена дома 13 была разобрана в 2007 году[2].
- Дом № 15 литера А — Дом И. М. Барышева, 1905, арх-р И. К. Голосуев. Первое дереянное здание на этом участке было построено в начале XVIII века, к концу столетия его заменили каменным и добавили дворовый флигель. В 1866-м году владельцем была супруга потомственного почётного гражданина Ивана Ивановича Глазунова. В 1904-м по её заказу был выполнен проект перестройки, однако уже в 1905 владение продали и проект остался не реализован. В 1905 новый хозяин Иван Михайлович Барышев пригласил А. К. Голосуева выполнить перестройку. Тогда были добавлены 3 и 4 этажи у дворовых флигелей. Лицевой фасад перестраивали ещё раз в 1907-м под руководством арх-ра С. Г. Бродского[3].
- Дом № 17 литера А — историческое здание, построенное до 1867 года, перестраивалось в 1911 году. Его жильцами в разное время были химик Бутлеров А. М. (1871—1886), химик Зинин Н. Н. (1887—1911), физикохимик Бекетов Н. Н. (1887—1911)[4].
- Дом № 19, угловой — дом Маковкиной, изначально построенный в 1770-х годах и перестроенный в 1859 году по проекту архитектора Карла Лоренцена, а в 1882 — по проекту гражданского инженера Александра Маковкина[5]. Доходный дом в стиле классицизм. В сентябре 2023 года КГИОП лишил дом статуса памятника архитектуры на основании экспертизы Максима Филиповича, который не нашёл у здания выдающейся художественной ценности[6].
- Дом № 19 литера А / Большой проспект Васильевского острова, дом № 26 — дом В. М. Солошича, построен в 1859 году архитектором К. И. Лоренценом на основе ранее существовавшего дома.  памятник архитектуры (вновь выявленный объект)[7]
- Дом № 21 / Большой проспект Васильевского острова, дом № 29 — доходный дом аптекаря А. Р. Гёдике, а затем его сына — зодчего Р. А. Гёдике. Построен в 1836 году архитектором П. И. Габерцеттелем. С начала 1970-х годов в доме на первом этаже находится магазин «Старая книга», пользовавшийся большой популярностью среди букинистов и библиофилов.

- Дом № 23 — доходный дом Роберта Гёдике, был построен по собственному проекту в 1901—1902 годах[8]. Во дворе этого дома в 1980-х художник Владимир Трубаков установил скульптуру трёхголового дракона, которая со временем получила народное название «Дракон Васька» и стала неформальной достопримечательностью района[9]. Семиметровая фигура выполнена из бетона на стальном каркасе. В начале 2000-х художник Алексей Ган воссоздал утраченную ранее левую голову дракона[10]. В 2023 году скульптуру отреставрировали активисты и представители градозащитного проекта «Сохраненная культура»[11].
- Дом № 31 — шестиэтажный доходный дом М. А. Долгополова, построен в 1910—1911 годах по проекту архитектора В. И. Ван-дер-Гюхта[12]. До 1910 года на этом участке стояли деревянные постройки. В 1920-е годы в бывшем доме Долгополова жил известный ботаник Н. И. Кузнецов. В 1921 году в доме открыли курсы радистов (одни из первых в стране). С конца 1930 по январь 1931 года в этом доме, в квартире своего брата Е. Э. Мандельштама гостил Осип Эмильевич Мандельштам (В 1990 году была установлена мемориальная табличка). Здесь были написаны строки:

«Я вернулся в мой город, знакомый до слёз,

До прожилок, до детских припухших желёз…»

- Дом № 39  7810133000 — в 1855—1858 годах в доме жил композитор П. И. Чайковский, в 1861—1914 годах — географ П. П. Семёнов-Тян-Шанский, в 1851—1881 годах — экономист А. П. Заблоцкий-Десятовский.
- Дом № 41 — доходный дом М. А. Трамбицкой (А. Г. Трамбицкого), арх. Трамбицкий А. Г., 1905 год[13].
- Дом № 43 литеры А, Б — доходный дом архитектора Александра Кракау, построен в 1865—1866 годах по проекту автора[14][15].
- Дом № 53 — шестиэтажный доходный дом Н. И. Алексеева, построен в 1912—1913 годах, сочетая в себе стили модерн и неоготики.
- Дом № 61 7802307000 — в начале XIX века на этом участке был построен каменный дом, принадлежащий купцу Бобкову. После смерти владельца здание перешло Благовещенскому синодальному подворью. В 1898—1899 годах дом был перестроен по проекту Василия Косякова. При этом были полностью перестроены внутренние помещения, классичееский фасад дополнен декором в стиле русской эклектики, построены флигеля. Домовая церковь подворья также была перестроена. Был создан новый иконостас (проект Василия Косякова), написаны иконы (художник А. С. Славцев). В наши дни в здании находится библиотека Северо-Западной академии государственной службы.
- Дом № 68  7810170000 — церковь Благовещения Пресвятой Богородицы
  - Дом № 61, корп. 2 — бывшее Благовещенское кладбище при одноимённой церкви, действовало в 1737—1754 годах, захоронения на его участке продолжались вплоть до конца XIX века. В 1930-х годах кладбище закрыли и разбили на его месте сквер, а в 1960-х годах землю отдали под строительство детского сада при заводе им. Козицкого. В 2010 году садик снесли, участок выкупила компания ООО «Восток-сервис-спецодежда». В 2011 году снесли и близстоящий флигель Благовещенского синодального подворья, имевший статус ОКН. В 2013 году останки 171 захороненных на кладбище людей выкопали и перезахоронили в общей могиле на заброшенном участке кладбища Декабристов, поскольку новый владелец планировал построить на бывшем Благовещенском бизнес-центр[16]. В 2018 году градозащитники добились включения территории бывшего кладбища в состав памятника культуры «Благовещенское синодальное подворье», однако земля под бывшим детским садом туда не вошла[17][18].
- Дом № 75а — шестиэтажный доходный дом Лоховых, построен в 1914 году по проекту архитектора В. И. Ван-дер-Гюхта[19]. До этого на участке находились небольшие каменные дома, в одном из которых находился трактир Лохова. С первой половины XIX века и до 1970-х здесь стояли деревянные дома.
- Дом № 77 литеры Б, В — до революции эти здания являлись частью фортепианной фабрики Якова Беккера[20].

### 9-я линия
- Дом 12 / Большой проспект, дом 28 — дом-особняк с мезонином был построен в 1808—1810 годах для португальского консула и виноторговца Педро Лопеса. Дом служил не только его резиденцией, но и гостиницей для соотечественников, а просторные подвалы дома использовались под винный склад. В 1825 году здание было арендовано, а в 1829 году — приобретено Академией наук (главное здание которой располагалось неподалёку, на Университетской набережной) под типографию. Здесь, в числе прочего, печаталась газета «Санкт-Петербургские ведомости» — до 1875 года её издавала именно Академия наук[21].  Объект культурного наследия № 7810147000№ 7810147000
- Дом 14 (угол с Большим проспектом) — монументальное здание Института высокомолекулярных соединений РАН, построенное в 1956—1962 годах по проекту Б. М. Серебровского и П. И. Трубникова в стиле «Сталинского ампира». В 1765—1769 годах на этом месте стоял дом, где жил писатель, поэт и драматург Александр Петрович Сумароков, а в 1783—1785[22] годах — художник-портретист Д. Г. Левицкий[23].
- Дом 18 — доходный дом Савелия Ширвиндта. Построен в 1906—1907 годах по проекту Сергея Гингера. Стиль модерн. Включен в реестр объектов культурного наследия, в 1912—1913 годах в доме жил геолог академик А. Н. Заварицкий[24].
- Дом 22 — дом Степана Петрова. Построен в 1876—1877 годах по проекту архитектора Павла Сюзора в стиле эклектики. В 2022 году включен в Единый государственный реестр объектов культурного наследия. В доме проживали историк Е. В. Тарле и физик-теоретик В. А. Фок[25][26].
- Дом 30 — шестиэтажный доходный дом А. А. Радус-Зеньковича, был построен по проекту архитектора Сергея Баниге в 1907—1908 годах и выдержан в стиле модерн с элементами неоготики. В 1910-е годы в здании располагалось товарищество «Спортивная жизнь» и редакция спортивного журнала «Стадион»[27]. Объект культурного наследия № 7832291000№ 7832291000
- Дом 32А — доходный дом архитектора Александра Гешвенда, построен в 1880—1881 годах по собственному проекту. С 2022 года — объект культурного наследия[28]. Эклектика с элементами классицизма. В начале XX века в этом доме жил кораблестроитель Николай Кутейников, а в 1900—1902 годах — академик В. Н. Верховский и музыкальный критик В. Г. Каратыгин[29][30].
- Дом 34 — бывший доходный дом, возведённый на месте деревянных строений в 1910—1911 годах по проекту Н. И. Алексеева. В 1915—1917 годах в этом доме жила В. П. Адрианова-Перетц — известный учёный литературовед в области исследования древнерусской сатиры, фольклора, поэзии, религиозных преданий XI—XVII веков.
- Дом 56 — доходный дом. Построен в 1901—1902 годах. Архитектор П. М. Мульханов. В 1910—1912 годах в этом доме жил этнограф, будущий член-корреспондент АН СССР Л. Я. Штернберг.
- Дом 58 — доходный дом Ф. В. Шеффера, был построен в 1911—1912 гг. в стиле модерн по проекту арх. Алексеева Н. И.[31].
- Дом 74 — доходный дом. Построен в 1908 году по проекту С. М. Белякова.

### Список разрушенных исторических зданий
- 8-я линия, дом № 11 — Днепровский переулок, 14 (сквозной участок).  памятник архитектуры (вновь выявленный объект) Здание построено в 1780 году, разрушено в 2006 году.
- 8-я линия, дом № 13. Особняк Стерки,  памятник архитектуры (вновь выявленный объект), архитектор Г. Э. Боссе. Построен в 1830-е годы, разрушен в 2006 году, в ноябре 2007 года разобрана единственная оставшаяся фасадная стена.
- 8-я линия, дом № 37. Пятиэтажный дом, перестроенный архитектором Г. Д. Гриммом в 1904 году в стиле модерн. Здание расселено в 2001—2002 годах. В процессе реконструкции произошло обрушение части конструкций и здание было полностью снесено[32] . Лицевой фасад воссоздан, но с искажениями[33].